# Posibacteria
Posibacteria es un importante grupo de bacterias que en su mayoría son grampositivas y cuya característica principal es la de poseer una sola membrana celular, que generalmente está rodeada por una gruesa pared celular de peptidoglucano. 

## Implicaciones evolutivas
Se ha postulado que las posibacterias habrían derivado de un reino mayor denominado Bacillati. En este sentido, la pérdida de la membrana externa y el engrosamiento de la pared serían adaptaciones al hábitat terrestre, desarrollando resistencia a la desecación, al frío, al calor, a la radiación ultravioleta y a la alta salinidad; además de favorecer la patogenicidad de muchas especies.
Se considera que estas bacterias provienen evolutivamente de bacterias gramnegativas que perdieron la membrana celular externa, con el consiguiente engrosamiento de la pared celular de peptidoglucano. Sin embargo, la evidencia podría ser insuficiente, y es también probable que las primeras bacterias hubieran sido monodérmicas, tal como se ve en los clados basales de acuerdo con la filogenia basad en el ARNr 16S.
La adaptación al hábitat terrestre pudo haber favorecido la aparición de propiedades únicas como la producción de esporas de diverso tipo, así pues, la mayor parte de las bacterias firmicutes producen endosporas, las cuales presentan gran resistencia al medioambiente terrestre; y algunas actinobacterias producen exosporas.
La investigación de la Antártida continental, muestra que en estos hábitat terrestres extremos predominan totalmente las posibacterias (Terrabacteria sensu strictissimo), encontrándose nuevos grupos como Dormibacteraeota (bacteria durmiente) y Vulcanimicrobiota (bacteria del desierto).

## Filogenia

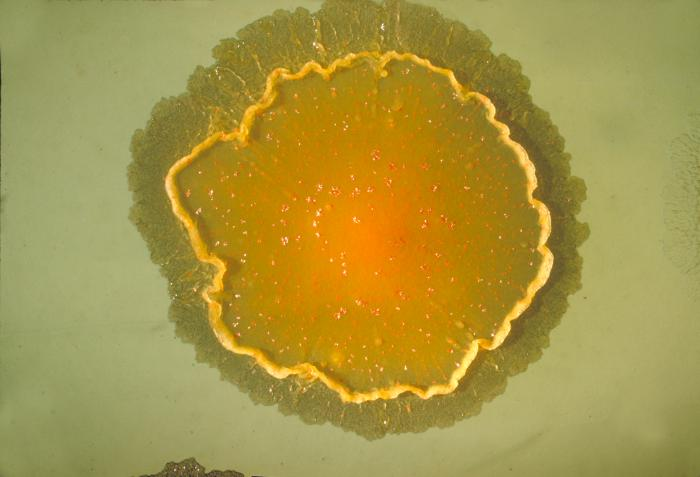
Colonia de Mycobacterium balnei.

Se ha encontrado afinidad a nivel proteico entre Bacillota y Actinomycetota. Dada la gran antigüedad del grupo, es difícil establecer firmemente una relación entre los grupos y los estudios filogenéticos han dado diversos resultados. Estudios recientes (2016, 2017) presentan las siguientes relaciones:
|  | Bacillota (incluye Tenericutes) |
|  |                                 |
|  | Actinomycetota                  |
|  |                                 |

|  | Armatimonadota    |
|  |                   |
|  | Vulcanimicrobiota |
|  |                   |

|  | Chloroflexota    |
|  |                  |
|  | Dormibacteraeota |
|  |                  |

|  | Armatimonadota    |
|  |                   |
|  | Vulcanimicrobiota |
|  |                   |

|  | Chloroflexota    |
|  |                  |
|  | Dormibacteraeota |
|  |                  |

|  | Bacillota (incluye Tenericutes) |
|  |                                 |
|  | Actinomycetota                  |
|  |                                 |

|  | Armatimonadota    |
|  |                   |
|  | Vulcanimicrobiota |
|  |                   |

|  | Chloroflexota    |
|  |                  |
|  | Dormibacteraeota |
|  |                  |

|  | Armatimonadota    |
|  |                   |
|  | Vulcanimicrobiota |
|  |                   |

|  | Chloroflexota    |
|  |                  |
|  | Dormibacteraeota |
|  |                  |

### Filos gramnegativos relacionados con Posibacteria
Las posibacterias son monodérmicas, es decir, con una sola membrana celular, lo cual podría ser una característica ancestral del grupo; sin embargo hay algunos filos gramnegativos, didérmicos en general, que parecen relacionarse con Posibacteria:
Tenericutes es monodérmico, pero a diferencia de otras posibacterias es gramnegativo debido a que carece de pared celular. Se considera que evolutivamente proviene de Bacillota y que la pérdida de la pared de peptidoglicano es una adaptación a la condición endoparasitaria (patógeno intracelular).
Synergistota es didérmico y se observa que los genes para diversas proteínas involucradas en la biosíntesis de lipopolisacáridos aún no se han detectado, lo que indica que Synergistetes puede tener una envoltura celular externa atípica.
Armatimonadota es didérmico gramnegativo y con una probable relación con grampositivos. Por otro lado, se observó consistentemente que la membrana externa es irregular y corrugada.
Thermotogota y Dictyoglomata estarían relacionados entre sí, además de relacionarse con Bacillota. Particularmente Thermotogae, presenta una sola membrana lipídica, por lo que es considerado monodérmico, pues su tinción gramnegativa se debe a la característica estructura de la cubierta llamada "toga".
Posibacteria podría estar relacionada con un grupo de termófilos conformado por los filos Aquificota, Caldisericota, Deinococcota, Dictyoglomota y Thermotogota. Sin embargo, aún no hay consenso en los estudios sobre filogenia bacteriana, ya que en ocasiones estos filos termófilos forman conjuntamente con Posibacteria y Cyanobacteriota el supergrupo Terrabacteria, mientras que en otros casos, tanto los termófilos como Posibacteria son parafiléticos respecto a los principales grupos bacterianos.